# Königsbach an der Weinstraße
Königsbach an der Weinstraße ist ein pfälzisches Winzerdorf. Es wurde am 7. Juni 1969 als Ortsteil in die 5 km südlich gelegene kreisfreie Stadt Neustadt an der Weinstraße (Rheinland-Pfalz) eingemeindet, innerhalb derer sie seither den am weitesten nördlich liegenden Ortsbezirk bildet.

## Geographie

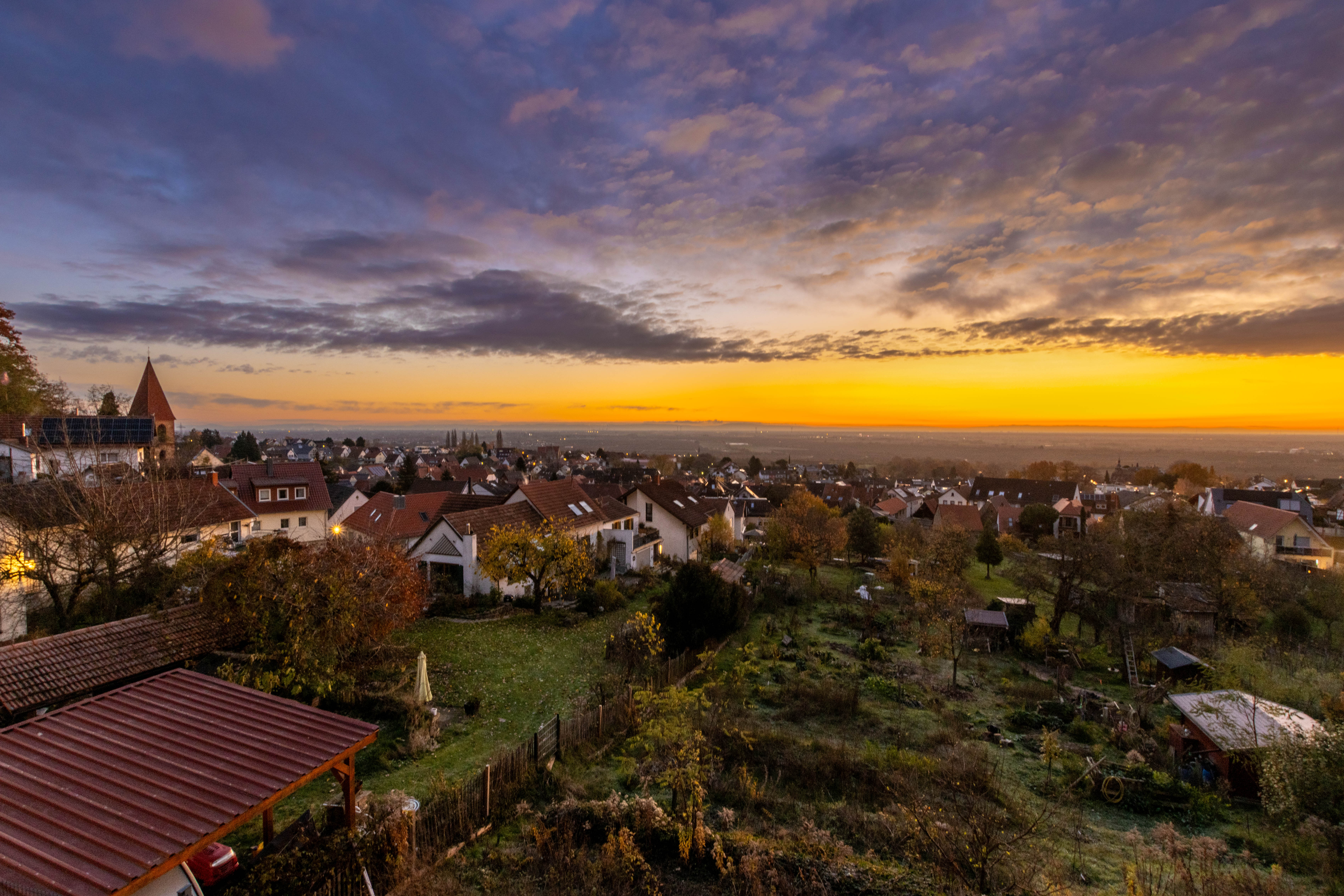
Blick über Königsbach und die Rheinebene

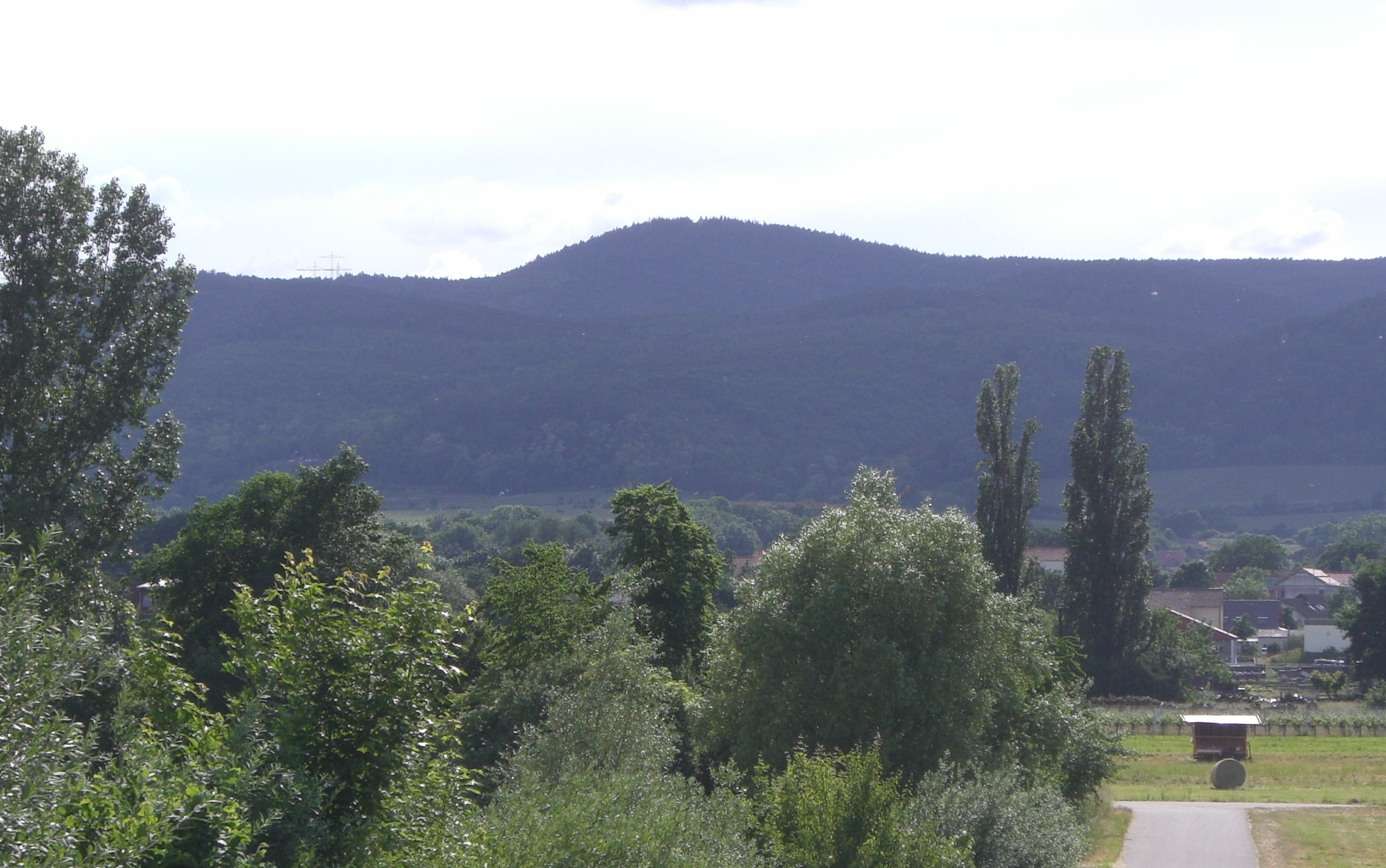
Stabenberg

Königsbach, das den nördlichen Abschluss von Neustadt an der Weinstraße bildet, liegt in der Vorderpfalz auf einer Höhe von 150 m am Ostrand des Pfälzerwalds, der Haardt. Östlich schließt die Rheinebene an. Mitten durch den Ort fließt der Zeiselbach, ein linker Zufluss des Riedgrabens. Baulich ist der Ort inzwischen mit dem benachbarten Gimmeldingen zusammengewachsen, sodass eine räumliche Trennung nicht mehr möglich ist. Die Grenze zwischen den beiden Orten bildete früher der Riedgraben.
Bedingt durch die Lage im Lee des 554 m hohen Weinbiets und des 496 m hohen Stabenbergs beträgt der durchschnittliche Jahresniederschlag nur etwa 500 mm. Über 1800 Sonnenstunden im Jahr bewirken ein mildes Klima.

## Geschichte
Bis zur frühen Neuzeit gehörte Königsbach den Herren von Hirschhorn. Nach deren Aussterben wechselte der Ort 1632 zum Hochstift Speyer, bei dem er bis zum Ende des 18. Jahrhunderts verblieb, und unterstand dort dem Amt Deidesheim. Von 1798 bis 1814, als die Pfalz Teil der Französischen Republik (bis 1804) und anschließend Teil des Napoleonischen Kaiserreichs war, war Königsbach in den Kanton Neustadt (Donnersberg) eingegliedert und besaß eine eigene Mairie. 1815 wurde der Ort Österreich zugeschlagen und wechselte bereits ein Jahr später wie die gesamte Pfalz in das Königreich Bayern. Von 1817 bis 1862 gehörte die Gemeinde dem Landkommissariat Neustadt an; aus diesem ging das Bezirksamt Neustadt hervor.
Ab 1939 war Königsbach Bestandteil des Landkreises Neustadt an der Weinstraße. Nach dem Zweiten Weltkrieg wurde der Ort innerhalb der französischen Besatzungszone Teil des Regierungsbezirks Pfalz im damals neu gebildeten Land Rheinland-Pfalz. Im Zuge der ersten rheinland-pfälzischen Verwaltungsreform wurde Königsbach am 7. Juni 1969 in die kreisfreie Stadt Neustadt an der Weinstraße eingemeindet.

## Bevölkerung

### Einwohnerentwicklung
1815 hatte Königsbach insgesamt 625 Einwohner. Der Ort verzeichnete in den letzten 40 Jahren eine nahezu stetige Zunahme seiner Bevölkerung. Zur Zeit der Eingemeindung (1969) hatte es etwa 1000 Einwohner, doch durch Ausweitung der Wohnbebauung vor allem in die westlichen Hanglagen stieg die Zahl bis 2009 auf 1231. Im Januar 2012 hatte Königsbach 1144 Einwohner.

### Religion

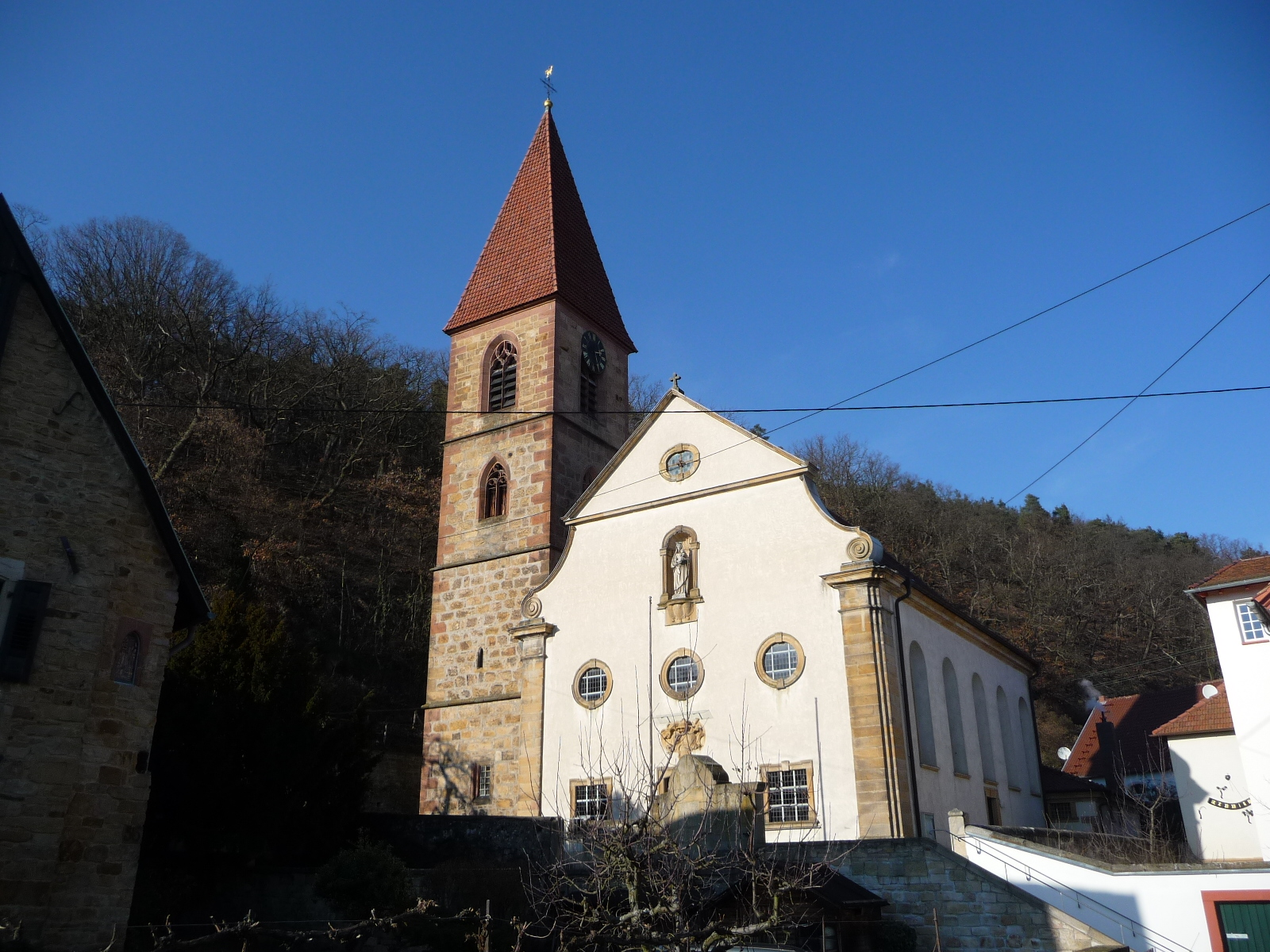
Pfarrkirche St. Johannes

Die Katholiken gehören zum Bistum Speyer und unterstehen dort dem Dekanat Bad Dürkheim, die Evangelischen zur Protestantischen Landeskirche Pfalz.
Bis Ende 2015 bildete der Ort katholischerseits eine eigene Pfarrei, die zur Pfarrgemeinschaft Neustadt gehörte. Seit 2016 ist Königsbach Bestandteil der in Neustadt ansässigen Pfarrei Hl. Theresia von Avila.
In der katholischen Pfarrkirche St. Johannes befindet sich das Altarbild Kalvarienberg aus dem 15. Jahrhundert. Bis 1958 befand sich vor Ort außerdem ein Kloster der Unbeschuhten Karmelitinnen.
Die Klausenkapelle – alternativ Katholische Wallfahrtskapelle Hl. Vierzehn Nothelfer – steht bereits auf der Waldgemarkung von Ruppertsberg; zu ihr in den Wald westlich von Königsbach führt von der Pfarrkirche ein Wallfahrtsweg mit Kreuzwegstationen.
Am südöstlichen Rand, allerdings auf Gimmeldinger Gemarkung gelegen, steht das Kloster Hildenbrandseck, in dem sich von 1959 bis 2004 das Mutterhaus der katholischen Hildegardis-Schwestern befand.

## Politik

### Ortsbeirat
Für den Stadtteil Königsbach wurde ein Ortsbezirk gebildet. Dem Ortsbeirat gehören neun Mitglieder an, den Vorsitz führt die direkt gewählte Ortsvorsteherin. Zur Zusammensetzung des Ortsbeirats siehe die Ergebnisse der Kommunalwahlen in Neustadt an der Weinstraße.

### Ortsvorsteher
Ortsvorsteherin ist Alexandra Schaupp (CDU). Sie ist seit 1. Januar 2018 im Amt und Nachfolgerin von Dieter Eckel (CDU), der zuvor 29 Jahre lang Ortsvorsteher von Königsbach war. Bei der Direktwahl am 26. Mai 2019 wurde sie mit einem Stimmenanteil von 88,95 % und bei der Direktwahl am 9. Juni 2024 als einzige Bewerberin mit 87,8 % jeweils für fünf Jahre in ihrem Amt bestätigt.

### Wappen
| Wappen von Königsbach an der Weinstraße | Blasonierung: „Gespalten, rechts in Gold eine rote Hirschstange, links durch einen silbernen Schrägwellenbalken von Rot und Schwarz geteilt, oben links eine, unten rechts zwei nacheinander gesetzte silberne Lilien, je mit goldenem Wirtel.“ |
| Wappen von Königsbach an der Weinstraße | |

## Kultur

### Kulturdenkmäler
Vor Ort existieren insgesamt 35 Objekte, die unter Denkmalschutz stehen, darunter die katholische Pfarrkirche und der Aussichtsturm auf dem Stabenberg, die Stabenbergwarte.

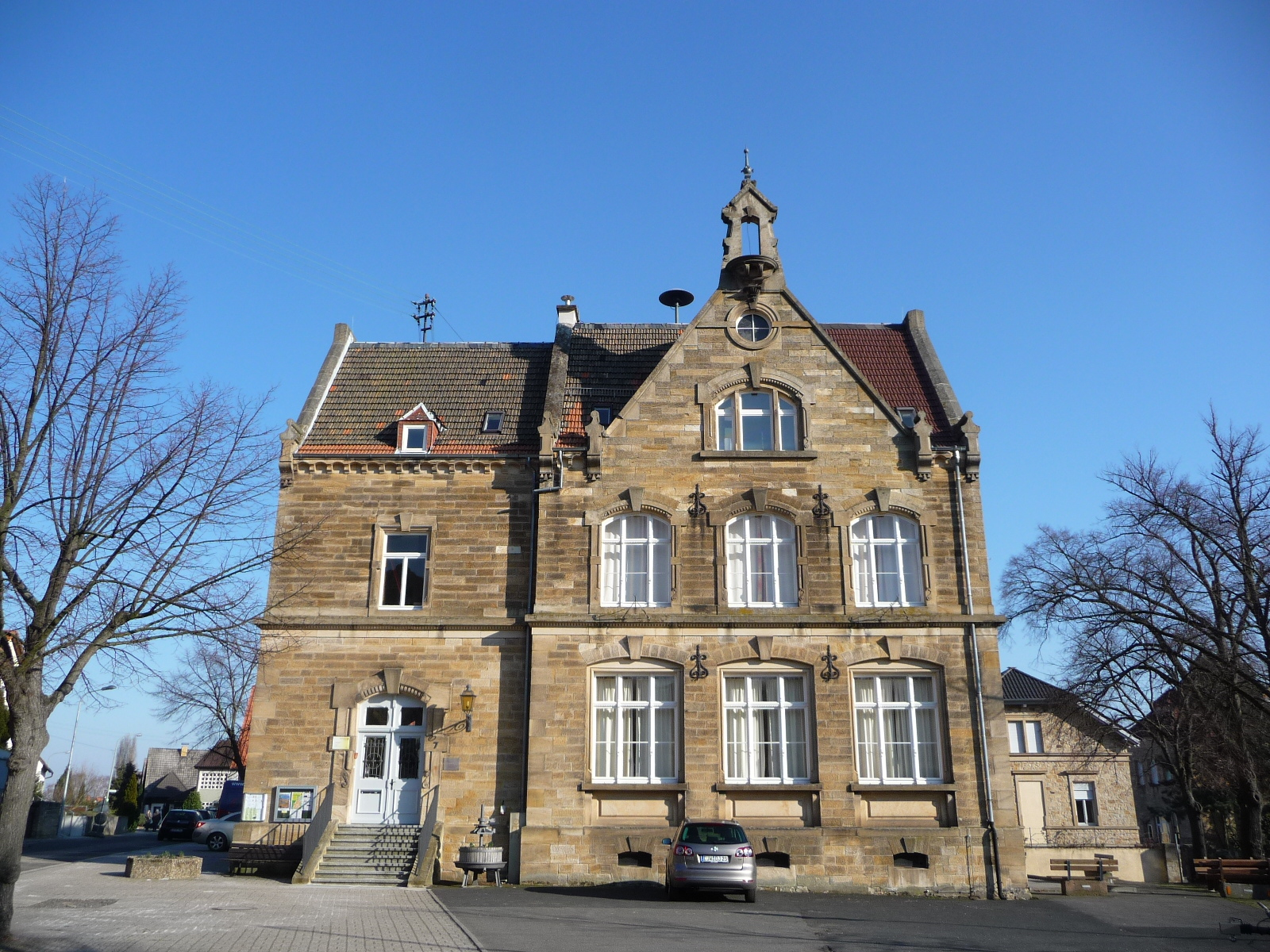
Alte Schule
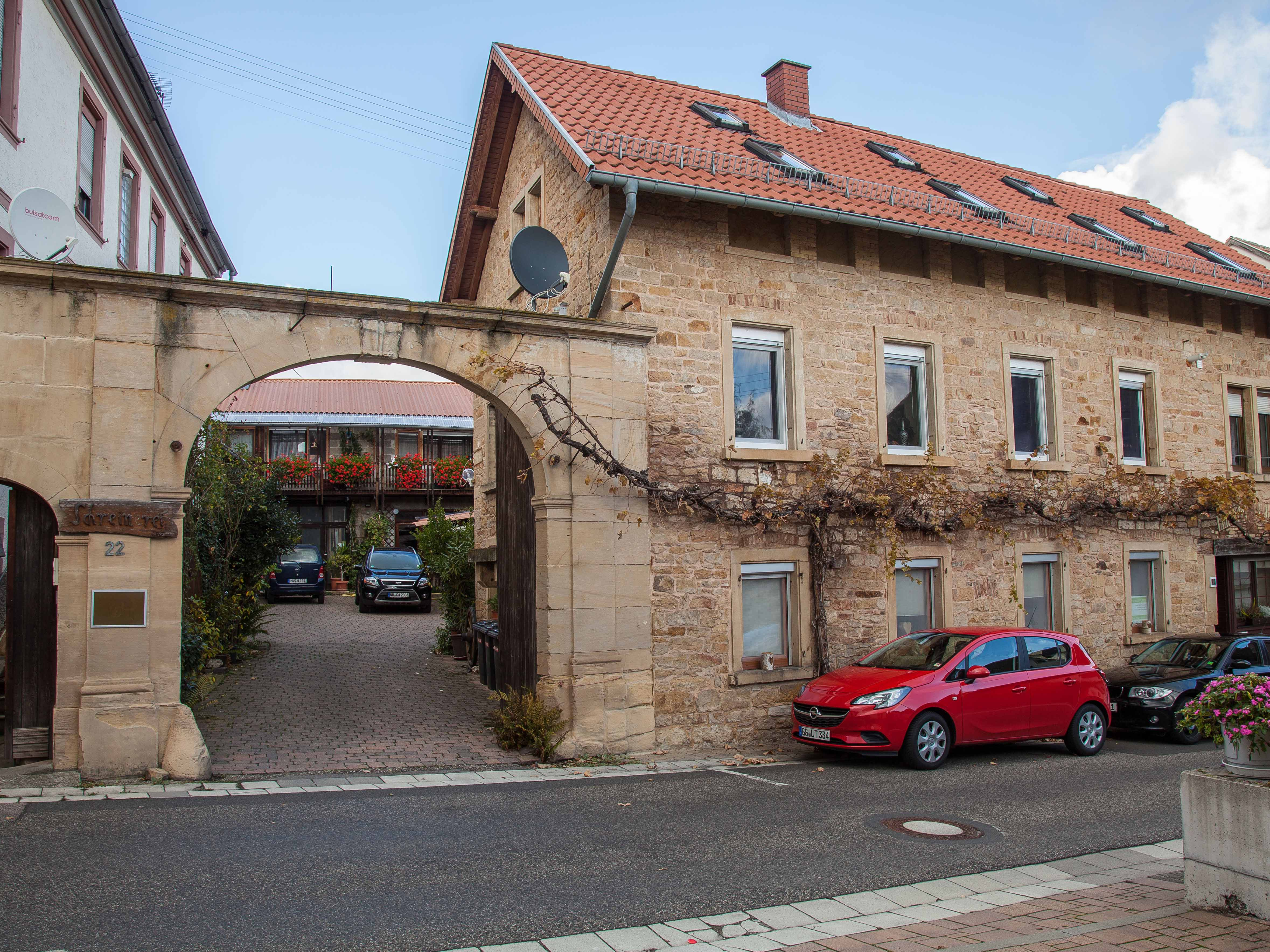
Klassizistischer Bau, bezeichnet 1802
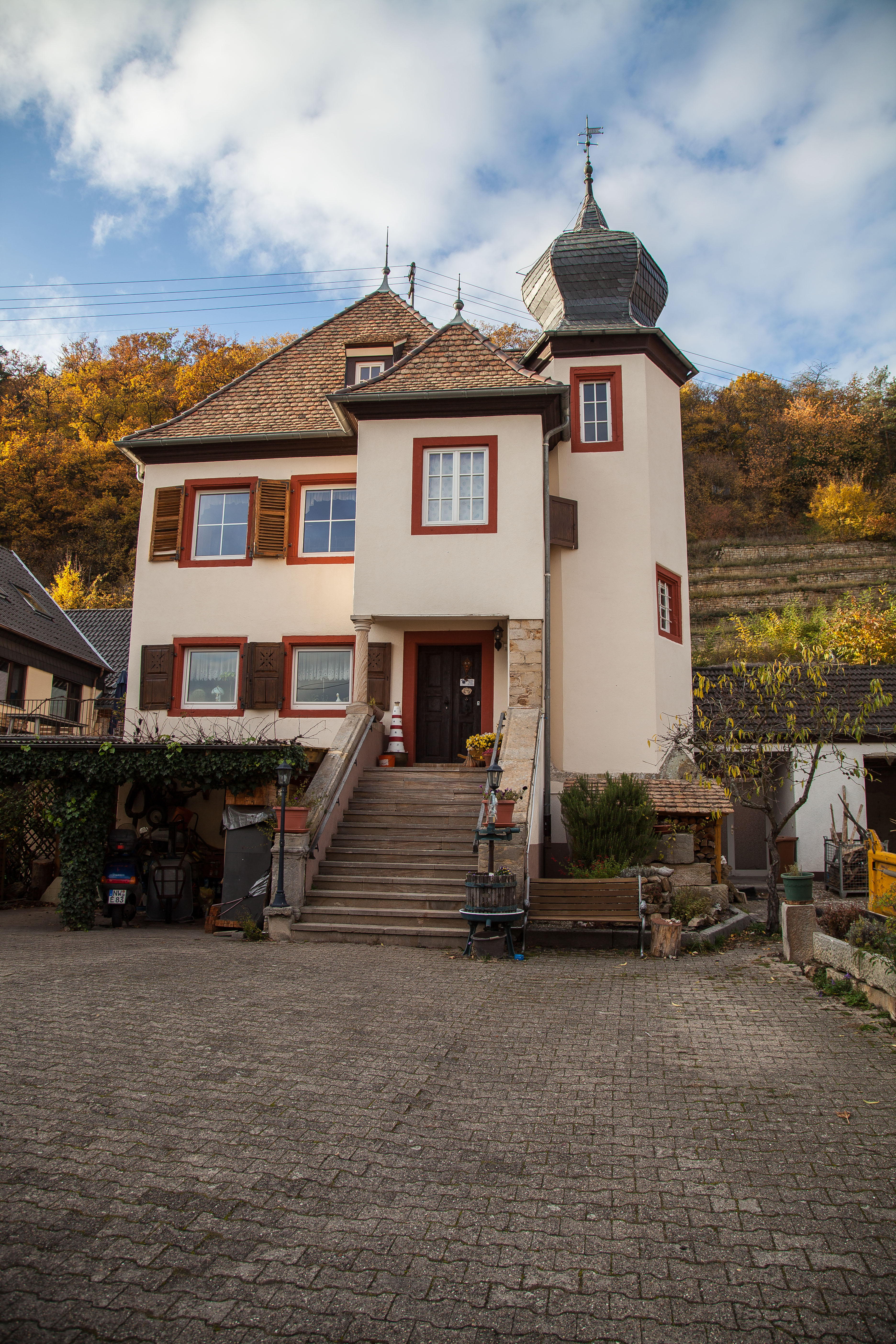
Bischofsschlösschen
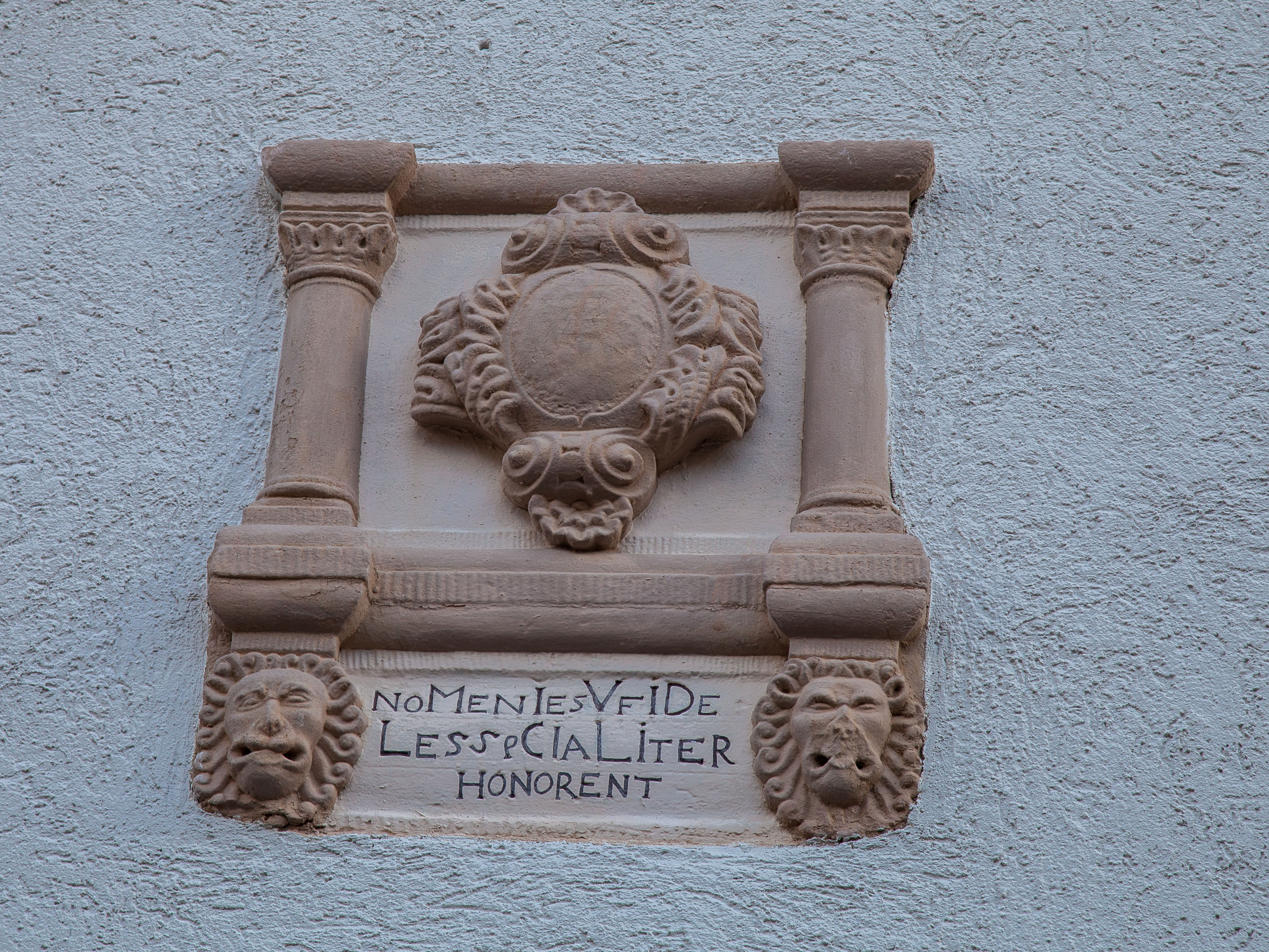
Barocker Reliefstein, bezeichnet 1709
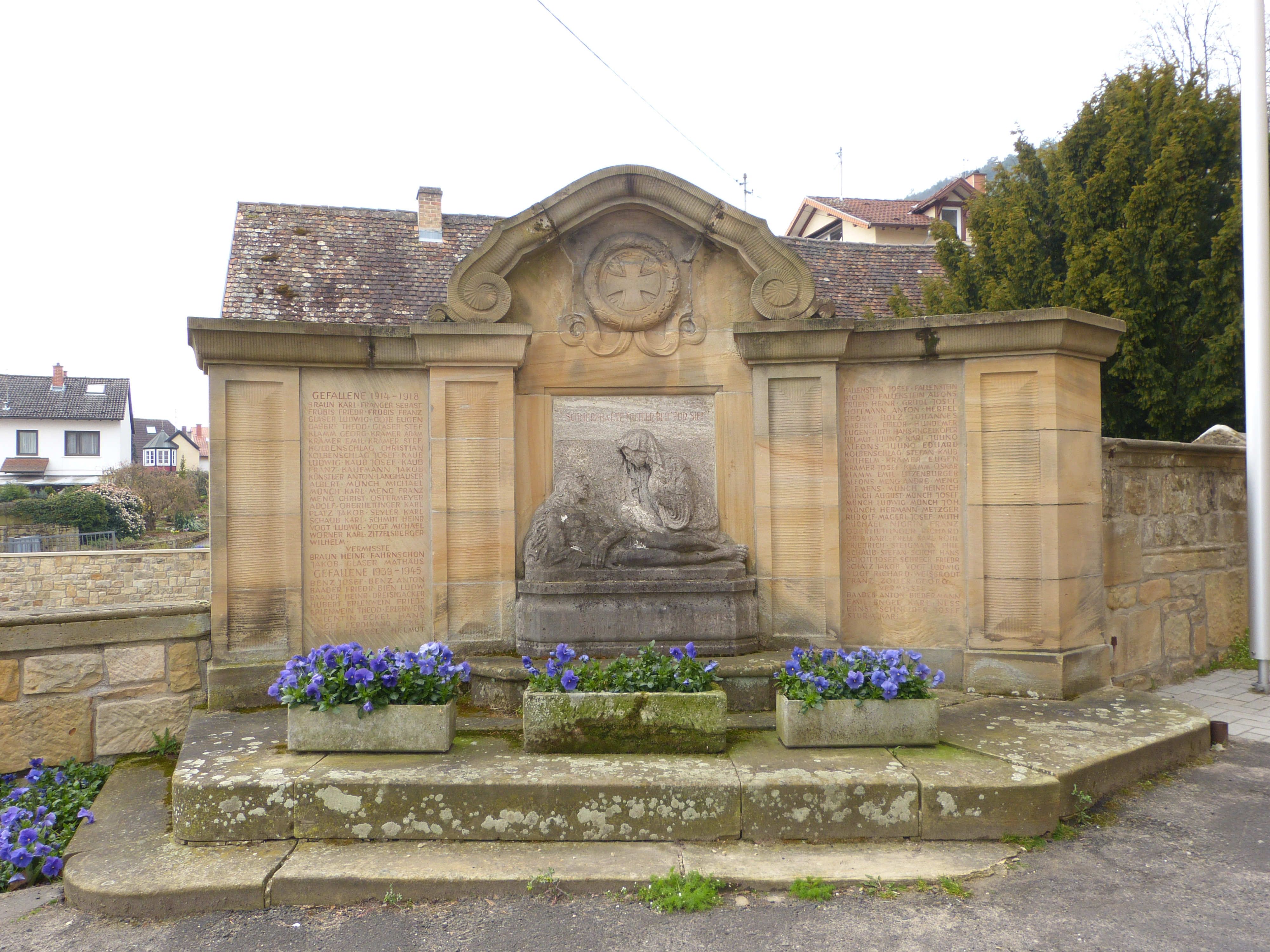
Kriegerdenkmal

### Natur
Der Westen der Gemarkung liegt im Naturpark Pfälzerwald, der wiederum zum Biosphärenreservat Pfälzerwald-Vosges du Nord gehört. Oberhalb von Königsbach erstreckt sich das Naturschutzgebiet Haardtrand - Am Klausental.

### Regelmäßige Veranstaltungen
Am Sonntag Laetare (Freuet Euch) wird jährlich der Sommertagsumzug veranstaltet. Im Juni findet die Königsbacher Weinkerwe statt, im Juli wird die Wallfahrt zur im Wald gelegenen Klausenkapelle durchgeführt zum Dank für den glimpflichen Ausgang einer Hungersnot im 18. Jahrhundert.

## Wirtschaft und Infrastruktur

### Wirtschaft
Königsbach ist Teil des Weinanbaugebiets Pfalz. Die günstigen klimatischen Verhältnisse ermöglichen den Anbau von Wein – bekannte Lagen sind Ölberg, Reiterpfad, Jesuitengarten und Idig, die zur Großlage Gimmeldinger Meerspinne gehören – und lassen Mandeln, Esskastanien, Feigen und Zitrusfrüchte reifen.
In der Königsbacher Waldgemarkung liegt ein Steinbruch, der inzwischen nicht mehr genutzt wird. Der dort gewonnene Sandstein wurde unter anderem beim Bau des Speyerer Doms und der Villa Böhm in der Neustadter Kernstadt verwendet.

### Verkehr
Durch den Osten der Gemarkung verläuft die Landesstraße 516; von der Ortsmitte aus führen die Kreisstraßen 11 und 12 zu ihr.
Die überregionale Verkehrsanbindung Königsbachs erfolgt (durch das südöstlich gelegene Mußbach an der Weinstraße hindurch) über die Bundesautobahn 65 (Anschlussstelle 12 Neustadt-Nord in die Richtungen Ludwigshafen am Rhein und Karlsruhe). Über Gimmeldingen führt die Verbindungsstraße nach Neustadt, über die nordöstlich gelegene Kleinstadt Deidesheim erreicht man die Bundesstraße 271 nach Bad Dürkheim.
Der an der eingleisigen Pfälzischen Nordbahn gelegene gleichnamige Bahnhof Königsbach wurde wegen seiner ortsfernen Lage (1 km vom Ortskern) bereits in den 1960er Jahren stillgelegt. Der öffentliche Nahverkehr wird seither durch die von Busverkehr Imfeld betriebene Buslinie 512 gewährleistet, die am Neustadter Hauptbahnhof und am Deidesheimer Bahnhof einen Übergang zum Schienennetz bietet und in nördliche Richtung bis nach Forst an der Weinstraße verläuft.

### Tourismus
Innerhalb der Königsbacher Waldgemarkung befindet sich die Stabenbergwarte. Zum Zeitpunkt ihrer Errichtung 1904 war sie das erste Gebäude, das vom Pfälzerwald-Verein geschaffen wurde. Bis in die Gegenwart wird sie von dessen Hauptverein betrieben.
Königsbach liegt an der Deutschen Weinstraße. Durch den Ort führen außerdem der Prädikatswanderweg Pfälzer Weinsteig, der Pfälzer Mandelpfad und der Radweg Deutsche Weinstraße. Hinzu kommt ein Wanderweg, der mit einem roten Balken gekennzeichnet ist und von Neuleiningen bis nach Siebeldingen führt. Durch die Waldgemarkung verlaufen ein Wanderweg, der mit einem weiß-roten Balken markiert ist und vom Forsthaus Rotsteig bis nach Gimmeldingen führt, sowie einer, der mit einem weiß-blauen Balken markiert ist und von Battenberg bis nach Wörth am Rhein führt.

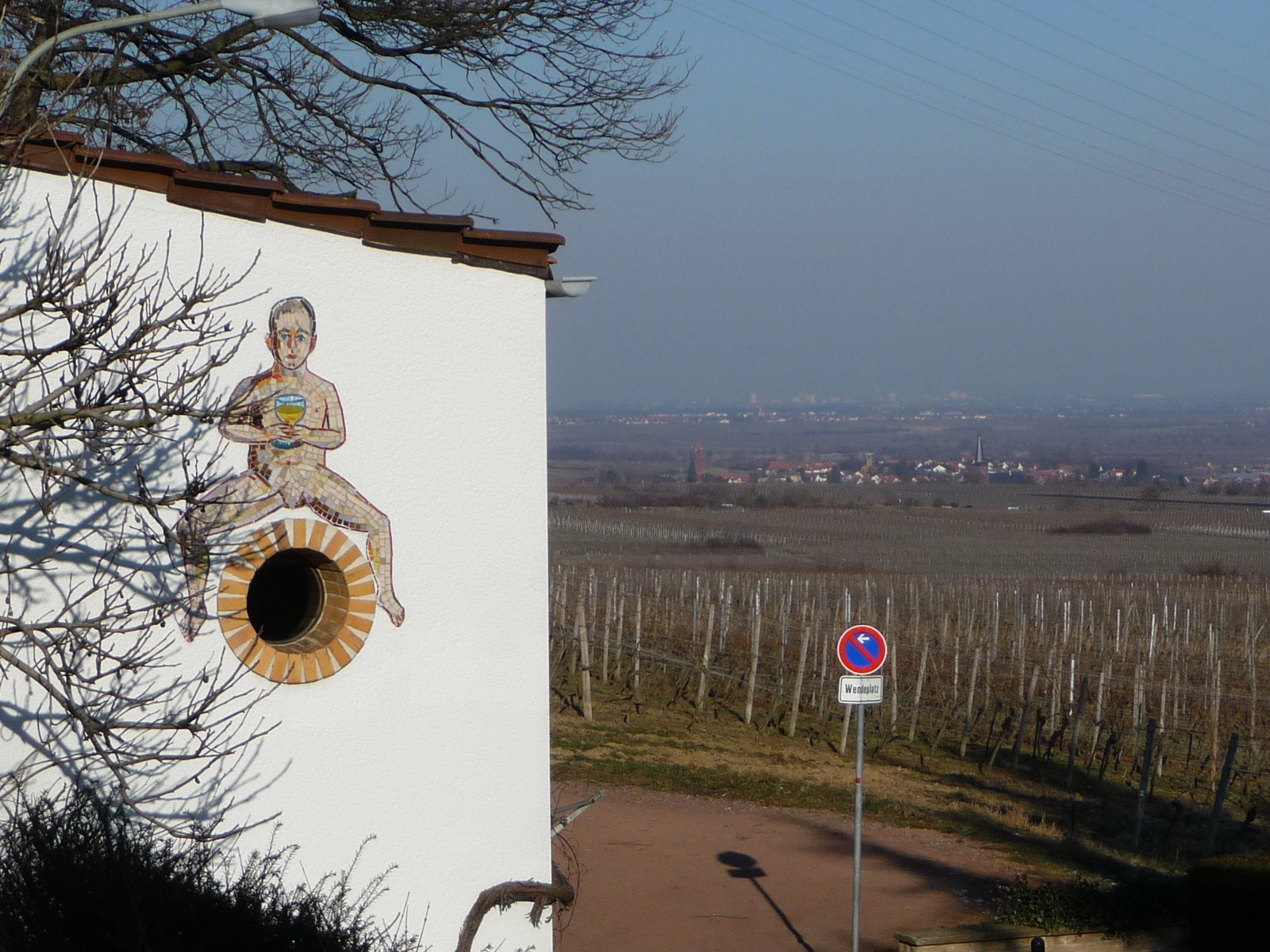
Weinberg am Rand von Königsbach
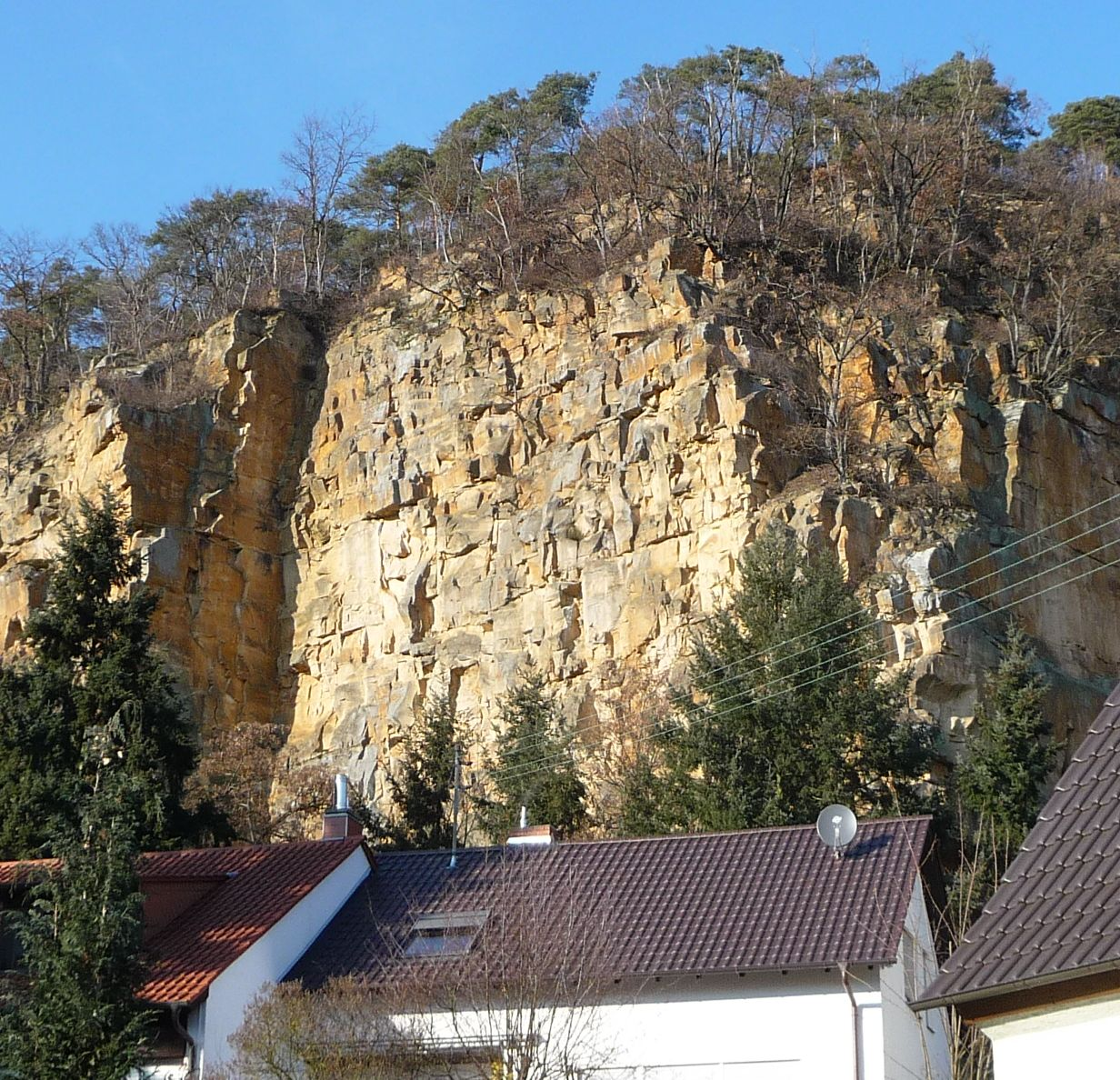
Aufgelassener Steinbruch
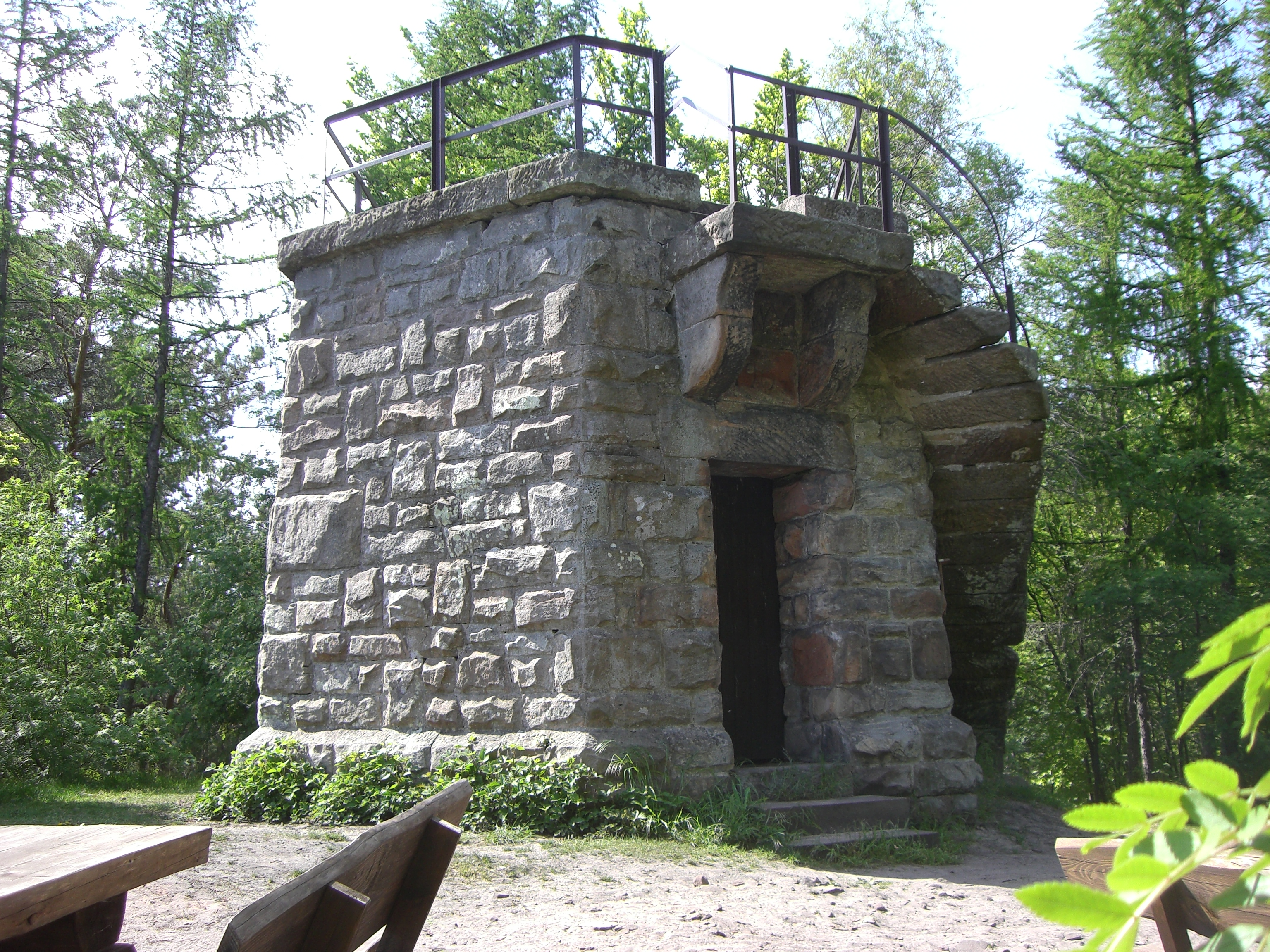
Stabenbergwarte
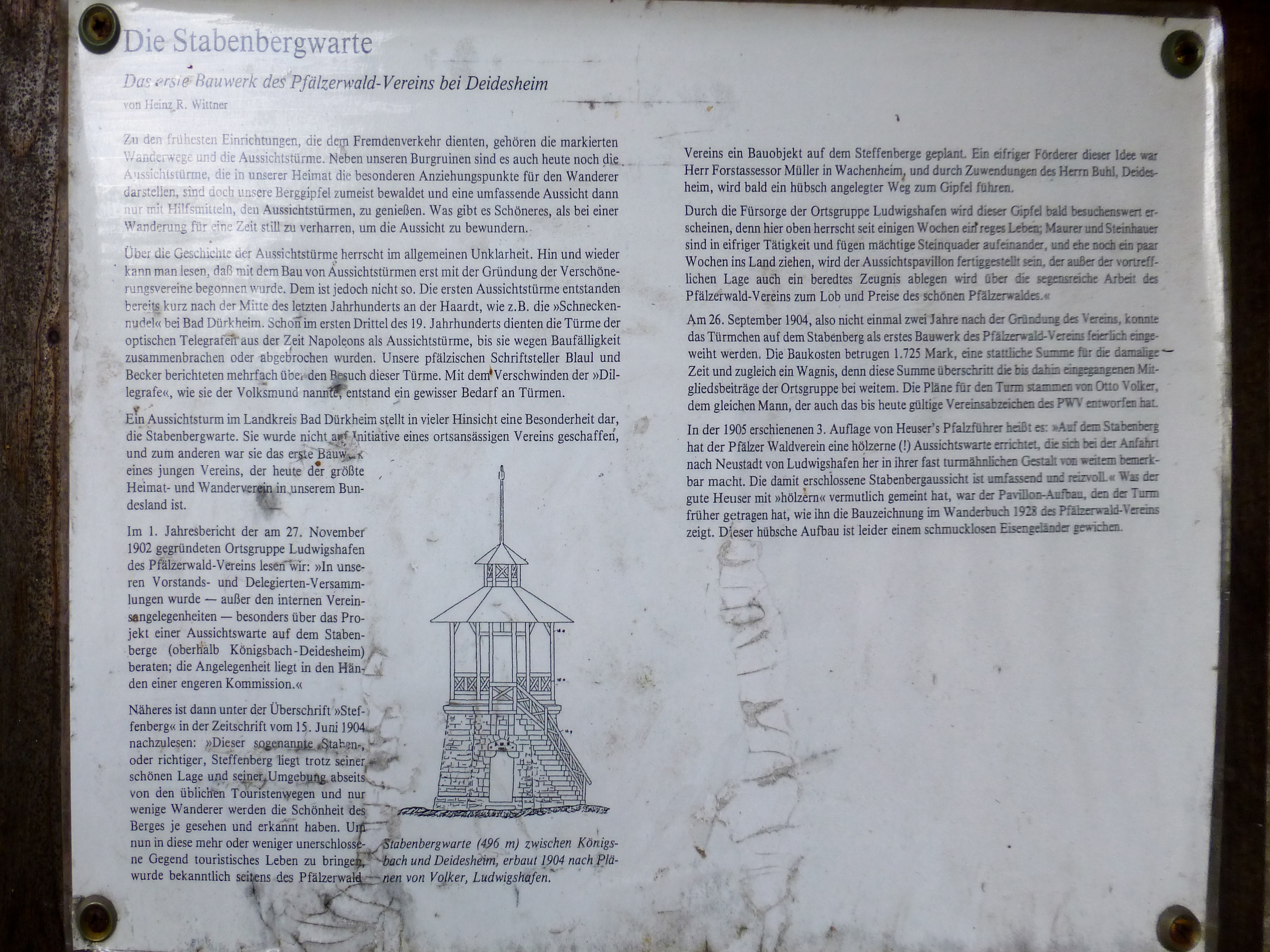
Infotafel an der Stabenbergwarte

## Persönlichkeiten

### Söhne und Töchter des Ortes
- Franz Xaver Kugler (1862–1929), Theologe, Astronom, Chemiker und Mathematiker

### Personen, die vor Ort gewirkt haben

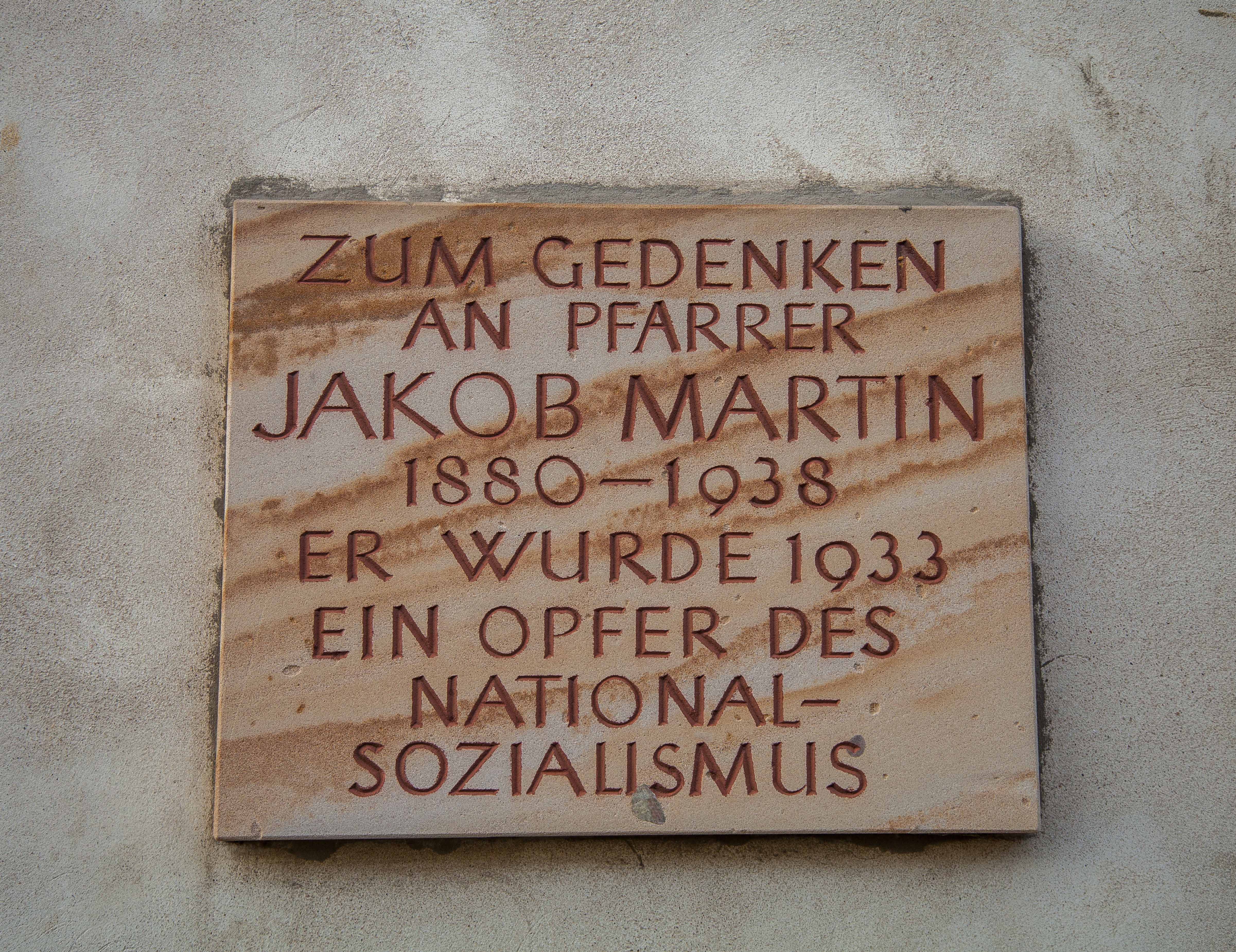
Gedenktafel für Pfarrer Jakob Martin an der Außenwand der Kirche

- Franz Vogel (1850–1926), katholischer Priester, war beim örtlichen Klausenfest als Seelsorger tätig.
- Ludwig Boslet (1860–1951), Organist und spätromantischer Komponist, arbeitete zeitweise vor Ort.
- Jakob Martin (1880–1938), katholischer Ortspfarrer, wurde 1933 von den Nationalsozialisten durch Schläge und Fußtritte lebensgefährlich verletzt. 2019 wurde der Platz an der Kirche nach ihm benannt.[15]
- Otto Fickeisen (1879–1963), Rudersportler, starb vor Ort.
- Johannes Wolf (1885–1961), Politiker (BVP, CDU), starb vor Ort.
- Ludwig Fellner (1917–2006), Maler, starb vor Ort.
- Erika Köth (1925–1989) war Sopranistin und Kammersängerin. Ihr wurde die Erika-Köth-Straße gewidmet.
- Norbert Buschlinger (* 1957) war von 2002 bis 2007 Fußballtrainer des TSV Königsbach.